# 新潟県道124号余川塩沢停車場線
新潟県道124号余川塩沢停車場線（にいがたけんどう124ごう よかわしおざわていしゃじょうせん）は、新潟県南魚沼市内を通る一般県道である。

## 概要

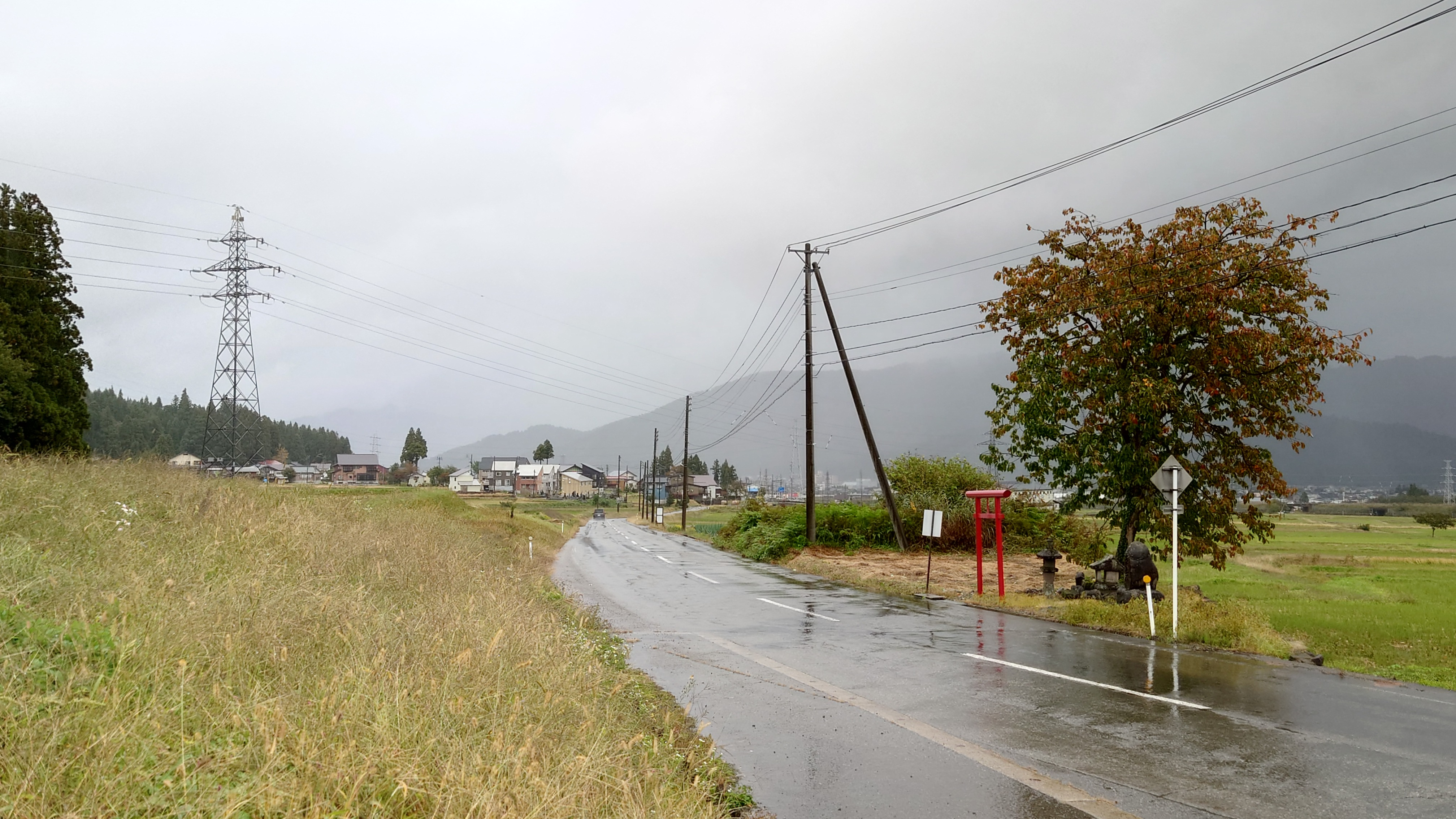
新潟県道124号余川塩沢停車場線

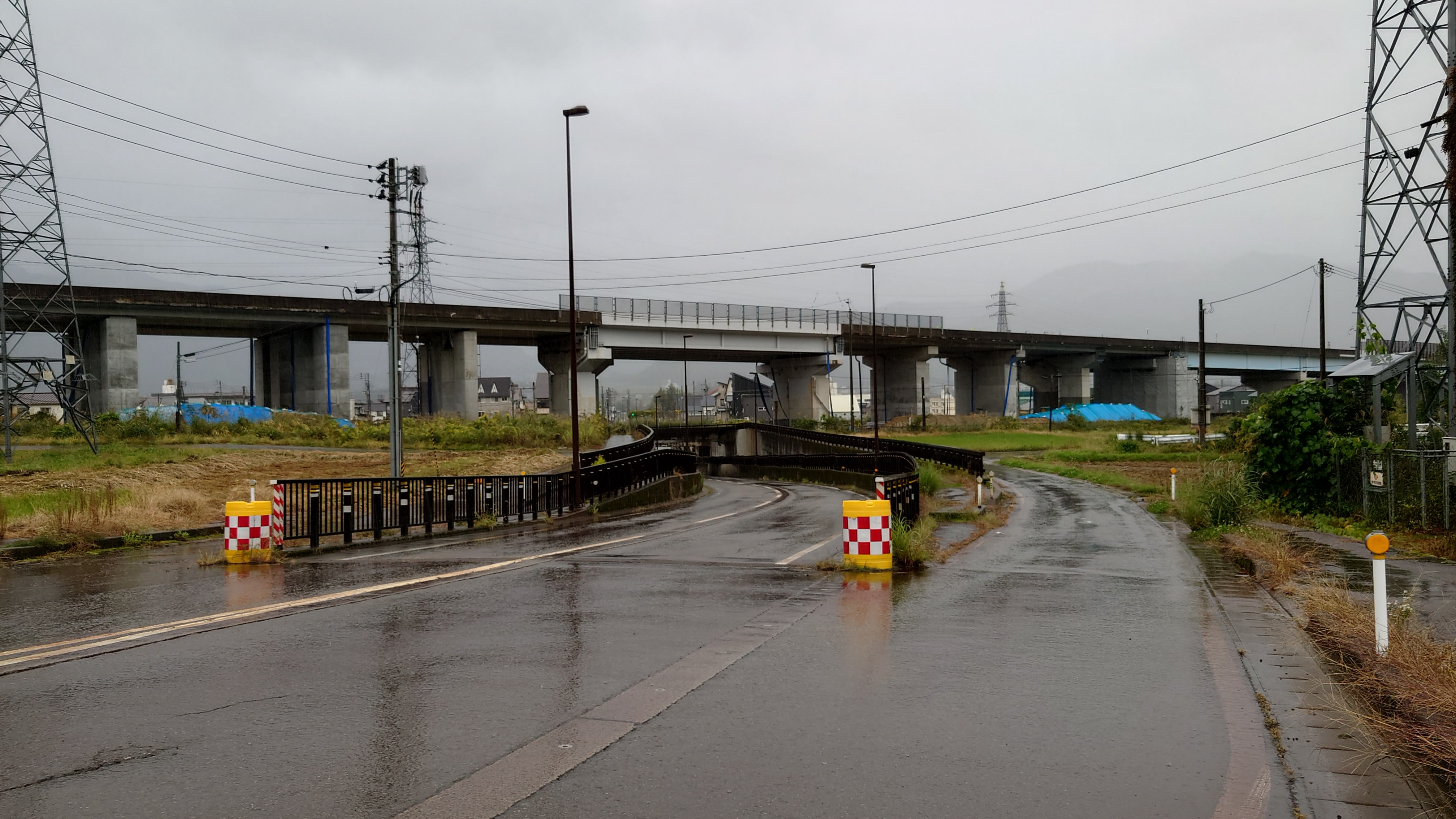
塩沢アンダー

### 路線データ
- 起点：新潟県南魚沼市余川字柳枝（新潟県道74号十日町六日町線交点）
- 終点：塩沢停車場（新潟県南魚沼市塩沢）

## 地理

### 通過する自治体
- 新潟県
南魚沼市

### 交差する道路
- 新潟県道74号十日町六日町線（起点：南魚沼市余川字柳枝、「飯綱考古博物館」前）
- 新潟県道478号平石西ノ裏線（南魚沼市小栗山地内で重複）
- 新潟県道82号十日町塩沢線（南魚沼市栃窪（「旅館早稲田館」北） - 塩沢小学校入口交差点で重複）
- 新潟県道451号石打停車場塩沢線（南魚沼市塩沢（「県立塩沢商工高校」東方） - 塩沢小学校入口交差点で重複）（「県道82号」重複区間）
- 新潟県道365号仲田塩沢線（南魚沼市塩沢、「南魚沼市立塩沢小学校」南東）（「県道82号」・「県道451号」重複区間）
- 国道17号（三国街道）（塩沢小学校入口交差点 - 塩沢駅前交差点で重複）
- 新潟県道132号塩沢停車場八竜新田線（塩沢駅前交差点 - 「塩沢駅」前（終点）で重複）
- 新潟県道365号仲田塩沢線（南魚沼市塩沢、「第四北越銀行塩沢支店」前）（「県道132号」重複区間）

### 沿線
- 北越急行ほくほく線
  - 六日町駅
- JR東日本信越本線
  - 六日町駅 -塩沢駅
- 国道17号六日町バイパス
- 関越自動車道六日町IC/BS
- 法務省新潟地方法務局十日町支局
- 日本年金機構六日町年金事務所
- 新潟県南魚沼地域振興局
  - 県税部
  - 健康福祉環境部
    - 南魚沼保健所
    - 南魚沼地域福祉事務所
- 南魚沼市民病院
- 南魚沼市役所
  - 本庁舎
  - 塩沢庁舎
- 新潟県立六日町高等学校
- 新潟県立八海高等学校
- 新潟県立塩沢商工高等学校
- 南魚沼市立六日町中学校
- 南魚沼市立塩沢中学校
- 南魚沼市立北辰小学校
- 南魚沼市立塩沢小学校
- 第四北越銀行塩沢支店
- ゆきぐに信用組合本店
- JAみなみ魚沼 しおざわ基幹センター・塩沢支店
- 塩沢郵便局
- 雪国まいたけ本社
- 三共化成塩沢工場
- アテーナ 六日町店
- コメリホームセンター 六日町店
- コメリハードアンドグリーン 塩沢店
- 原信
  - 六日町店
  - 塩沢店
- ひらせいホームセンター
  - 六日町店
  - 塩沢店
- Aコープ しおざわ店
- シャトー塩沢スキー場
- 魚野川